# Stanczo Waklinow
Stanczo Waklinow (ur. 1921, zm. 1978) – historyk bułgarski, specjalista w dziedzinie archeologii i kultury materialnej bułgarskiego średniowiecza.
Ukończył studia z filologii klasycznej na Uniwersytecie w Sofii. Od 1946 roku do śmierci pracował w Instytucie Archeologii Bułgarskiej Akademii Nauk. Był rektorem Uniwersytetu Tyrnowskiego, gdzie wykładał archeologię. Kierował pracami wykopaliskowymi na terenie średniowiecznych stolic Bułgarii: Pliski, Wielkiego Presławia i Wielkiego Tyrnowa. Jest autorem licznych prac i artykułów z zakresu średniowiecznej historii Bułgarii i jej kultury materialnej.